# 格雷斯滕
格雷斯滕是奥地利下奥地利州沙伊布斯县的一个市镇。总面积3.82平方公里，总人口1977人，人口密度517.5人/平方公里（2005年）。